# U-Bahnhof Aufseßplatz
Der U-Bahnhof Aufseßplatz (Abkürzung: AP) wurde als elfter U-Bahnhof der Nürnberger U-Bahn am 23. September 1975 eröffnet. Er ist 694 m vom U-Bahnhof Hauptbahnhof und 630 m vom U-Bahnhof Maffeiplatz entfernt. Bis zum 28. Januar 1978 war er Endbahnhof für die Linie U1. Der Aufseßplatz ist nach Hans Philipp Werner Freiherr von und zu Aufseß, dem Gründer des Germanischen Nationalmuseums, benannt. Täglich wird er von rund 27.700 Personen (Mo–Fr, 2019) frequentiert, was mehr als zehn Millionen Fahrgästen im Jahr entspricht.

## Lage und Infrastruktur

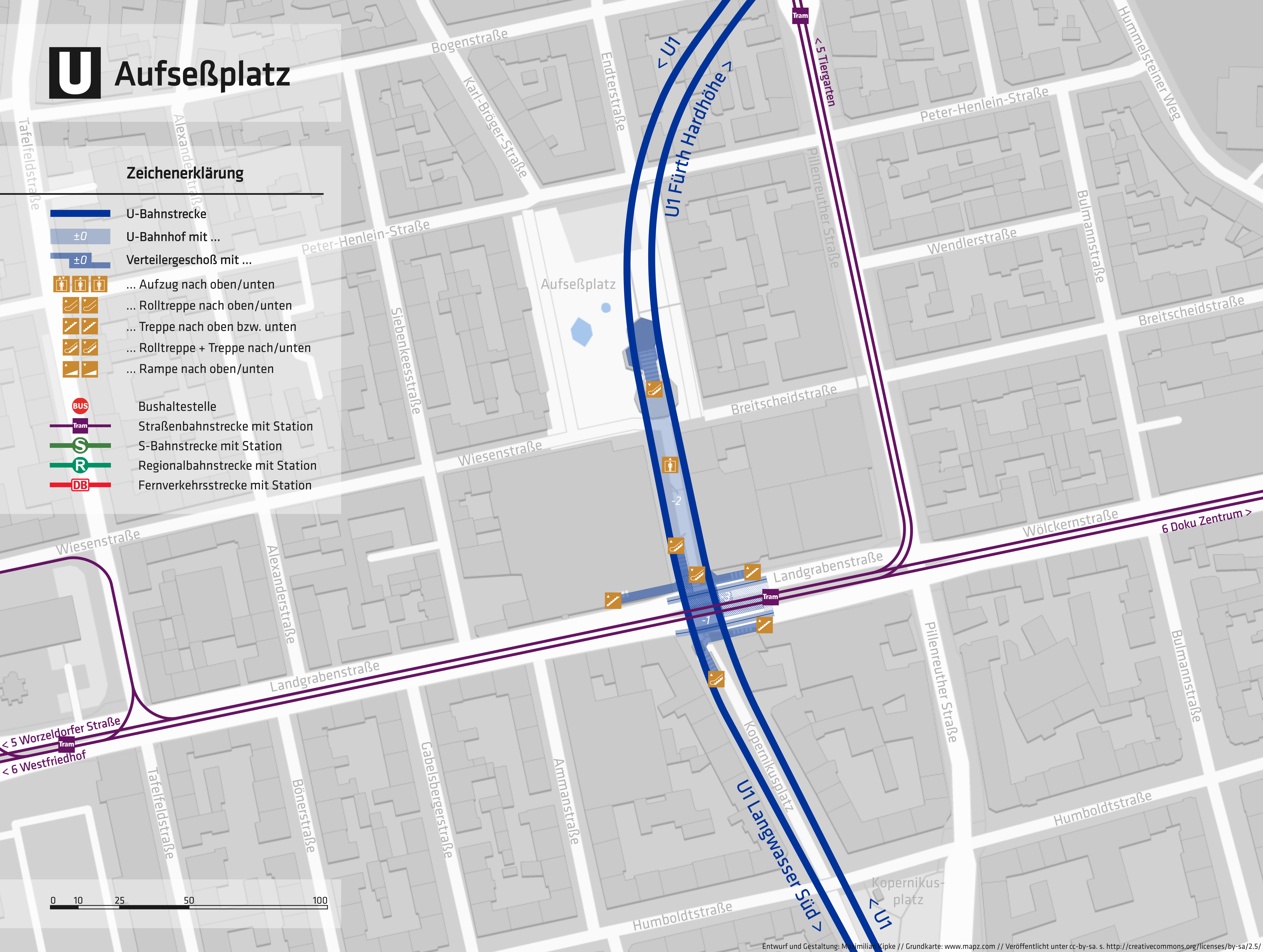
Übersichtsplan U-Bahnhof Aufseßplatz

Der Bahnhof liegt im Nürnberger Stadtteil Galgenhof und erstreckt sich unterirdisch in Nord-Süd-Richtung unter dem Aufseßplatz zwischen Peter-Henlein- und Landgraben-/ Wölckernstraße. Eine Sehenswürdigkeit in der Umgebung des Bahnhofs ist die Christuskirche.
Vom nördlichen Bahnhofskopf führt ein Aufgang direkt zum Aufseßplatz, dieser konnte erst im Jahre 1976 nach Fertigstellung der Tunnelröhren zum Hauptbahnhof geöffnet werden. Der Südaufgang mündet in ein Verteilergeschoss unter der Wölckernstraße und von dort aus zum Aufseß- und Kopernikusplatz sowie zur Landgraben- und Wölckernstraße. Ein Aufzug führt von der Bahnsteigmitte an die Oberfläche. An den Bahnhof schließt sich Richtung Langwasser Süd eine Abstell- und Kehranlage und im Anschluss ein x-förmiger doppelter Gleiswechsel an.

## Bauwerk und Architektur
Die Bauarbeiten für das 191 m lange Bahnhofsbauwerk begannen 1972 und wurden in offener Bauweise mit Berliner Verbau ausgeführt. Während der Bauzeit wurde der Kfz- und Straßenbahn-Verkehr auf der kreuzenden Landgraben- / Wölckernstraße mit Hilfsbrücken über die Baugrube geführt.
Der südliche Bahnhofskopf wurde so erstellt, dass der Bahnsteig für die damals geplante dritte U-Bahn-Linie ohne Betriebsunterbrechung der U1 hätte gebaut werden können. Im südlichen Verteilergeschoss wurde bereits der Zugang zum geplanten Bahnsteig der U3 baulich vorbereitet, heute befindet sich dort ein Ladengeschäft. Am südlichen Bahnsteigende der U1 wurde ein direkter Zugang zum U3-Bahnsteig baulich berücksichtigt, dieser Gang ist mit einer provisorischen Abschlusswand verschlossen. Der Aufzug wurde im Jahre 1983 nachgerüstet.
Vom südlichen Verteilergeschoss waren direkte Zugänge zum Galeria Kaufhof (ehemals Horten, Merkur) und zum frühen "Südstadt-Center", einem ehemaligen Einkaufszentrum vorhanden, die aktuell nicht mehr genutzt werden. 
Bei den Planungen zum Nürnberger U-Bahn-Netz wurde festgelegt, dass Bahnhöfe, an denen sich Stammlinien kreuzen oder berühren, in orangefarbener Ausführung erstellt werden. Am U-Bahnhof Aufseßplatz war einmal ein Kreuzungspunkt mit einer dritten Stammlinie geplant, daher wurde dieser als erster so gestaltet. Ebenfalls überwiegend orange wurden die Kreuzungsbahnhöfe Hauptbahnhof und Plärrer sowie der U-Bahnhof Friedrich-Ebert-Platz ausgeführt. Die mit Keramikfliesen gekachelten Bahnsteigwände sind vom Boden bis auf Höhe der Bahnsteigkante orange, dann weiß mit Unterbrechung durch das Band mit dem Bahnsteignamen (weiße Schrift auf orangem Hintergrund) und anschließend wieder orange bis zur Decke. Die runden Stützsäulen sind ebenfalls orange gekachelt.

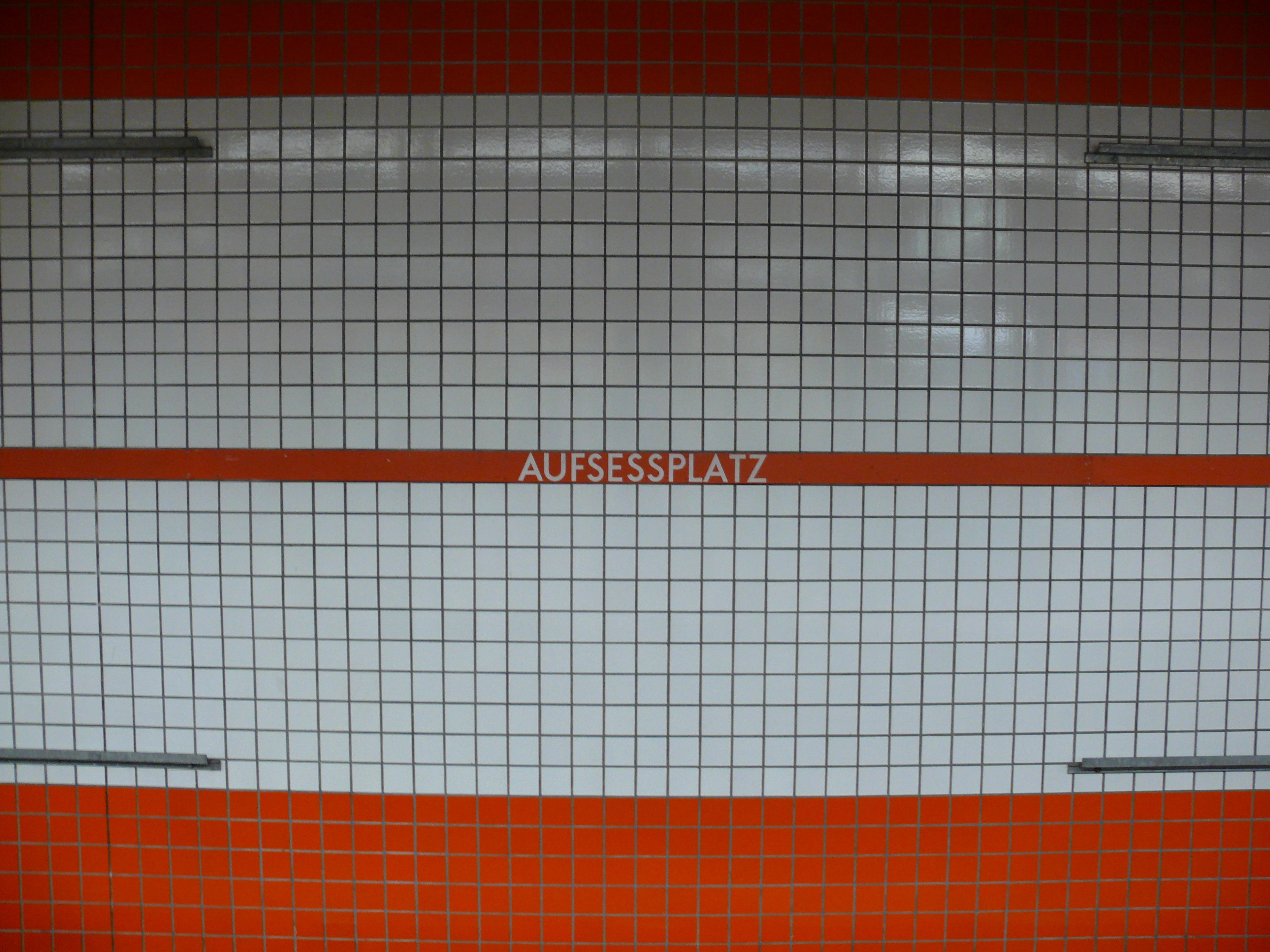
Stationsname an der Bahnsteigwand
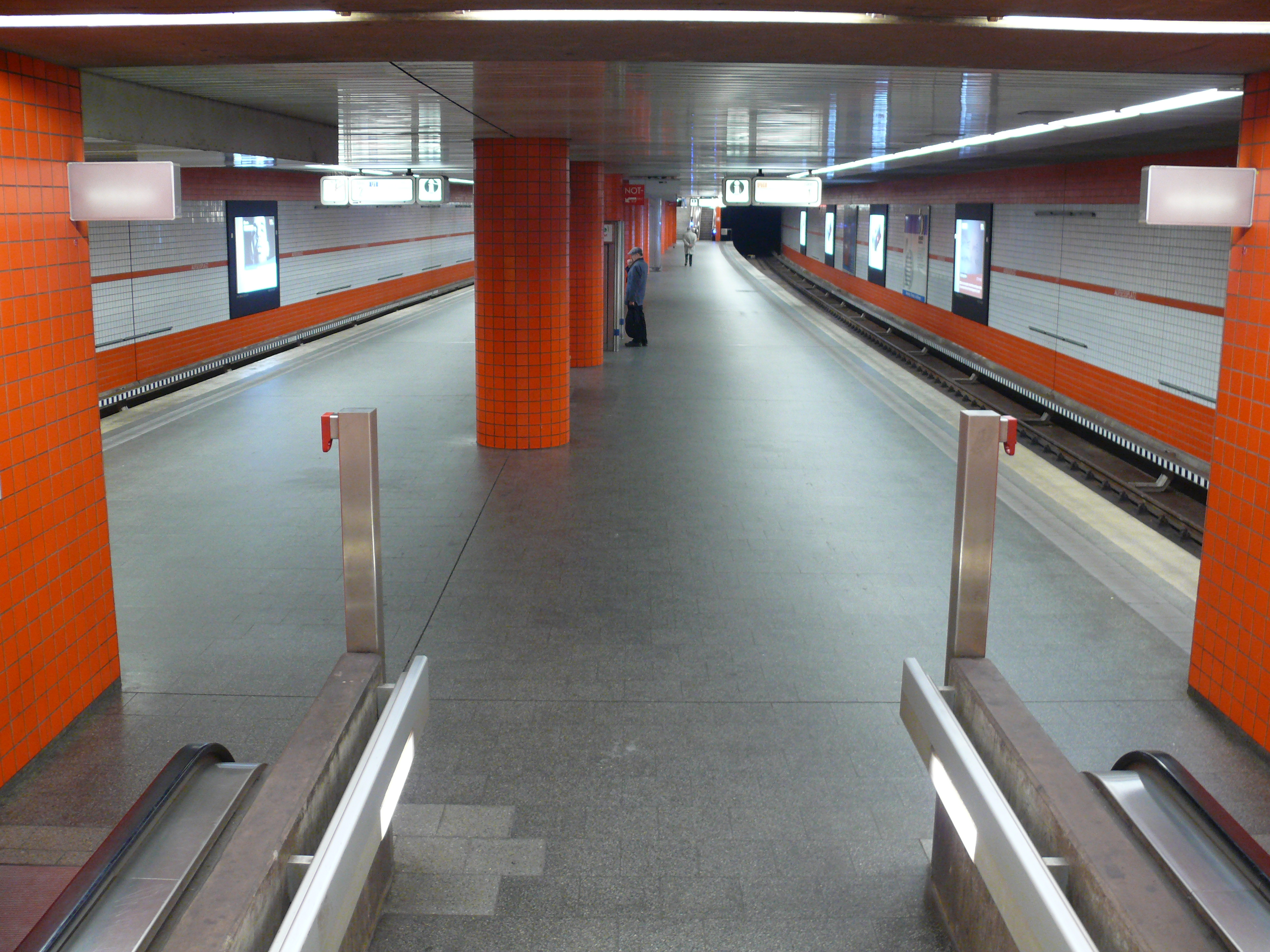
Übersicht Bahnsteigebene
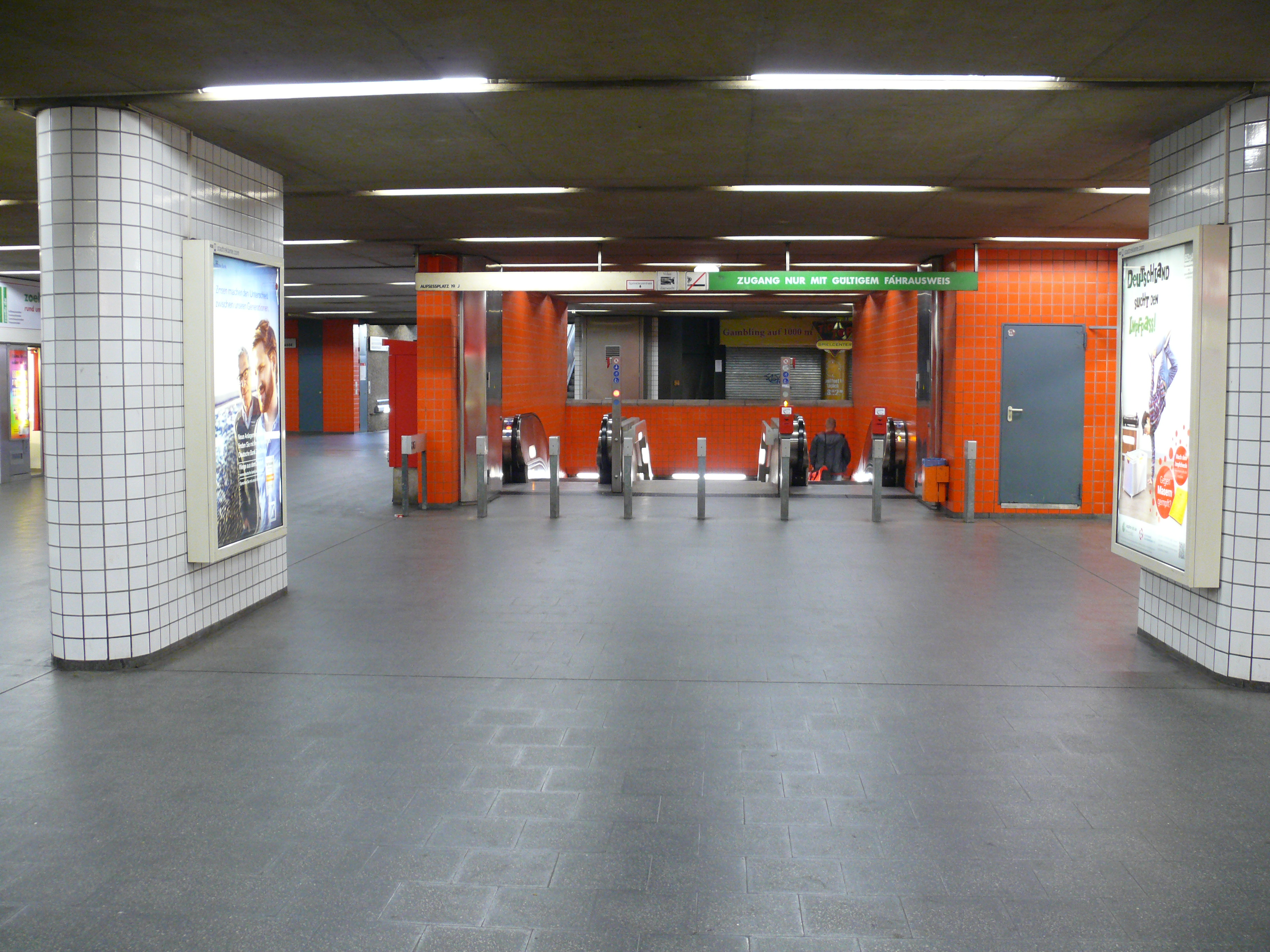
Verteilergeschoss
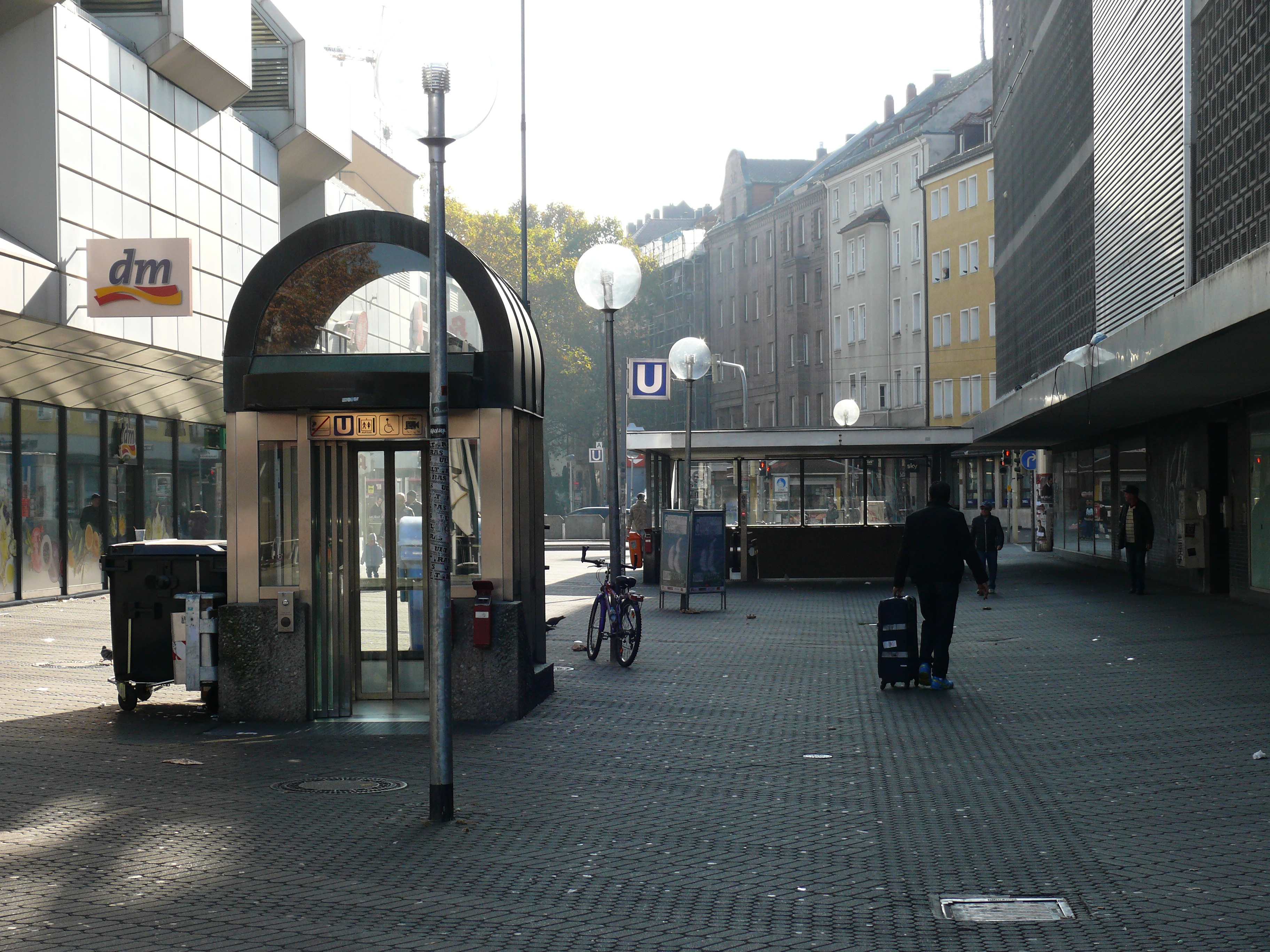
Zugänge an der Oberfläche

## Linien
| Linie | Verlauf | Takt |
| ----- | --- | --- |
| U1    | Langwasser Süd – Gemeinschaftshaus – Langwasser Mitte – Scharfreiterring – Langwasser Nord – Messe – Bauernfeindstraße – Hasenbuck – Frankenstraße – Maffeiplatz – Aufseßplatz – Hauptbahnhof – Lorenzkirche – Weißer Turm – Plärrer – Gostenhof – Bärenschanze – Maximilianstraße – Eberhardshof – Muggenhof – Stadtgrenze – Jakobinenstraße – Fürth Hauptbahnhof – Rathaus – Stadthalle – Klinikum – Hardhöhe Stand: Fahrplanwechsel Dezember 2023 | 5–7 min (montags–freitags) 3–4 min (Langwasser–Eberhardshof an Schultagen) 6–7 min (samstags) 10 min (sonn-/feiertags) |

Umsteigemöglichkeiten
| Linie               | Strecke | Takt                                       |
| ------------------- | --- | ------------------------------------------ |
| Straßenbahnlinie 5  | Tiergarten – Siedlerstraße – Balthasar-Neumann-Straße – Mögeldorf – Lechnerstraße – Business Tower – Marthastraße – Norikerstraße – Dürrenhof – Marientunnel – Hauptbahnhof – Celtisplatz – Aufseßplatz – Christuskirche – Humboldtstraße – Schuckertstraße – Siemensstraße – Lothringer Straße – Frankenstraße – Trafowerk – Am Rangierbahnhof – Finkenbrunn – Südfriedhof – Saarbrückener Straße – Worzeldorfer Straße Stand: Fahrplanwechsel Dezember 2023                     | 10 min (werktags) 20 min (sonn-/feiertags) |
| Straßenbahnlinie 6  | Doku-Zentrum – Dutzendteich – Fliegerstraße – Immelmannstraße – Scharrerstraße – Peterskirche – Harsdörfferplatz – Schweiggerstraße – Hummelsteiner Weg – Aufseßplatz – Christuskirche – Heynestraße – Landgrabenstraße – Steinbühl – Kohlenhof – Plärrer – Obere Turnstraße – Hallertor – Hallerstraße – St. Johannisfriedhof – Julienstraße – Westfriedhof Stand: Fahrplanwechsel Dezember 2023                                                                                 | 10 min (werktags) 20 min (sonn-/feiertags) |
| Straßenbahnlinie 10 | Dutzendteich – Fliegerstraße – Immelmannstraße – Scharrerstraße – Peterskirche – Harsdörfferplatz – Schweiggerstraße – Hummelsteiner Weg – Aufseßplatz – Christuskirche – Heynestraße – Landgrabenstraße – Steinbühl – Kohlenhof – Plärrer – Obere Turnstraße – Hallertor – Tiergärtnertor – Friedrich-Ebert-Platz – Juvenellstraße – Bucher Straße/Nordring – Thon – Cuxhavener Straße – Schleswiger Straße – Bamberger Straße – Am Wegfeld Stand: Fahrplanwechsel Dezember 2023 | 10 min (werktags) 20 min (sonn-/feiertags) |
| Straßenbahnlinie 11 | Tiergarten – Siedlerstraße – Balthasar-Neumann-Straße – Mögeldorf – Lechnerstraße – Business Tower – Marthastraße – Norikerstraße – Dürrenhof – Marientunnel – Hauptbahnhof – Celtisplatz – Aufseßplatz – Christuskirche – Heynestraße – Brehmstraße – Alemannenstraße – Dianaplatz – Gibitzenhof Stand: Fahrplanwechsel Dezember 2023 | 10 min (werktags) 20 min (sonn-/feiertags) |

Am Wochenende verkehrt auch die Nachtbuslinie N8 (Hauptbahnhof – Bronnamberg).